# Stanstead St Margarets
Stanstead St Margarets – wieś w Anglii, w hrabstwie Hertfordshire, w dystrykcie East Hertfordshire. Leży 6 km na wschód od miasta Hertford i 33 km na północ od centrum Londynu. Miejscowość liczy 1318 mieszkańców.